# دايسين (أكيتا)
دايسين مدينة تقع ضمن محافظة أكيتا في اليابان، تأسست في 3/22/2005، بلغ عدد تعداد سكانها في 1 يناير – 2008 حوالي 91143 مساحتها الإجمالية حوالي 866.67 كم٢ لتصبح كثافة سكانها 105 نسمة لكل كيلو متر مربع.

## أعلام
- ايجي قوتو
- ساتورو ساساكي
- هيتوشي أوكودا